# Tomislav Nikolić
Tomislav Nikolić, srbsky Томислав Николић (* 15. února 1952 Kragujevac) je srbský politik, bývalý předseda Srbské pokrokové strany a v letech 2012 až 2017 prezident Srbska, poté co v květnu 2012 vyhrál druhé kolo prezidentských voleb. Úřadu se ujal 11. června téhož roku, prezidentský slib složil 31. května. 31. května 2017 mu skončilo volební období, ve funkci byl nahrazen Aleksandarem Vučićem.

## Studia
Nikolić studoval v Kragujevaci střední školu technického směru. V Novém Sadu studoval na univerzitě - fakultu ekonomickou a inženýrského managementu.

## Politická kariéra

### Radikální strana
V politice se začal angažovat na počátku 90. let. Byl aktivním členem lidové radikální strany, která se později sloučila na základě právě Nikolićovy iniciativy - s některými dalšími politickými organizacemi. Vzniklý subjekt nesl název Srbská radikální strana. V této straně zastával Nikolić několikrát pozici zástupce předsedy. Od roku 1992 byl opakovaně poslancem skupštiny.
Během vlády Slobodana Miloševiće byl tři měsíce vězněn (odsouzen v roce 1995), ale v březnu 1998 se stal místopředsedou srbské vlády a ke konci roku 1999 místopředsedou vlády Svazové republiky Jugoslávie.
V roce 2000 se umístil v srbských prezidentských volbách na třetím místě za Vojislavem Koštunicou a Slobodanem Miloševićem. V srbských prezidentských volbách v roce 2004 zvítězil sice hned v prvním kole, ale v druhém jej porazil tehdejší srbský prezident Boris Tadić.
V parlamentních volbách v roce 2007 dovedl Srbskou radikální stranu k vítězství a zisku 28,59% hlasů. Po volbách byl krátce předsedou parlamentu, funkce se ale po ustanovení vládní koalice vzdal. V prezidentských volbách v roce 2008 postoupil do druhého kola prezidentských voleb jako vítěz kola prvního opět spolu s Borisem Tadićem. Ve druhém kole byl ale poražen, získal 48,1 % hlasů.

### Srbská pokroková strana
V roce 2008 rezignoval na zastupujícího předsedu Srbské radikální strany. Neshodl se s většinou členů na myšlence, zdali mají radikálové podpořit dokument o přibližování Srbska k Evropské unii, či nikoliv; zatímco Vojislav Šešelj a další klíčové osobnosti strany byli proti, Nikolić tuto aktivitu podporoval. O něco později zformoval vlastní stranu s názvem Srbská pokroková strana, která stojí na pozicích mezi politickým středem a radikály[zdroj?]. V říjnu 2008 se konal ustavující sjezd této strany, které se Nikolić stal také předsedou.
V roce 2011 podnikl hladovku na protest proti politice prezidenta Borise Tadiće a na podporu předčasných voleb. Oznámil, že dokud nebudou volby vypsány, bude jeho hladovka trvat, avšak po zhoršení zdravotního stavu a prosbě patriarchy srbské pravoslavné církve Ireneje ji ukončil. Stál také i v čele řady dalších protestů, které podporovaly stejný cíl. Inicioval např. protest před budovou skupštiny v Bělehradě na začátku dubna 2011, která se mediálně proslavila především tím, že vyzval účastníky, aby se dobře připravili na studené počasí.

### Prezident Srbska
V roce 2012 se účastnil prezidentských voleb, které se konaly nedlouho poté, co dosavadní prezident abdikoval. V nich postoupil do druhého kola, kde se střetl s dosavadním prezidentem Borisem Tadićem. V druhém kole těchto voleb zvítězil a v červnu 2012 se tak stane srbským prezidentem.
Jeho vítězství bylo médii vnímáno jako politické zemětřesení a nečekaný zvrat. V některých zemích v regionu (např. v Chorvatsku, či Bosně a Hercegovině se rozšířily obavy, že by dosavadní kurz regionální politiky Srbska mohl být pod Nikolićovým vedením změněn. Politici ze zahraničí, především Evropské unie, označili Nikoliće za "nacionalistu", či "bývalého nacionalistu" a Srbsko s ním jako zemi na křižovatce.
Po svém zvolení do úřadu prezidenta Nikolić ve snaze stát se hlavou státu "všech občanů" rezignoval na post předsedy pokrokářů. Jedním z jeho prvních kroků v úřadu prezidenta bude pověření pokrokové strany sestavit vládu. Svojí plánovanou politiku Srbska jako mostu mezi východem (Ruskem) a západem (Evropskou unií) začal symbolicky svoji první zahraniční cestou, která směřovala do Moskvy. V roce 2017 vyhrál prezidentské volby dosavadní srbský premiér Aleksandar Vučić, Nikolić mu předal úřad 31. května.

## Vyznamenání
- Řád Makaria III. – Kypr, 13. ledna 2013[13]
- Řád za zásluhy I. třídy – Ukrajina, 6. června 2013 – za mimořádný osobní přínos k rozvoji ukrajinsko-srbských vztahů[14]
- velkokříž Řádu Spasitele – Řecko, 18. června 2013[15]
- Řád slávy – Arménie, 11. října 2014[16][17]
- Řád José Martího – Kuba, 19. května 2015[18][19]
- Národní řád za zásluhy – Alžírsko, 17. května 2016[20]
- Řád přátelství I. třídy – Kazachstán, 24. srpna 2016 – za ohromný přínos k rozvoji komplexních vztahů mezi Kazachstánem a Srbskem[21]
- velkokříž s řetězem Řádu prince Jindřicha – Portugalsko, 25. ledna 2017[22]
- Řád přátelství mezi národy – Bělorusko, 20. května 2017 – za významný přínos k posílení míru, přátelských vztahů a spolupráce mezi Běloruskem a Srbskem[23]
- Řád přátelství – Rusko, 30. května 2017 – za velký osobní přínos k posílení strategického partnerství a přátelských vztahů mezi Ruskem a Srbskem[24]